# Arzama obliquata
Arzama obliquata là một loài bướm đêm trong họ Noctuidae.